# Kanał Wołga-Don
Kanał Wołga–Don (ros. Волго-Донской канал), właśc. Kanał żeglugowy Wołga–Don imienia W. I. Lenina (ros. Во́лго-Донско́й судохо́дный кана́л и́мени В. И. Ле́нина) – sztuczna droga wodna łącząca Wołgę i Don.
Pierwsza historycznie odnotowana próba połączenia Wołgi z Donem datuje się na rok 1569, gdy to sułtan turecki Selim II skierował 22000 swoich janczarów celem „przeorania” przejścia między rzekami. Już po miesiącu prace zaniechano ze względu na ogrom przedsięwzięcia.

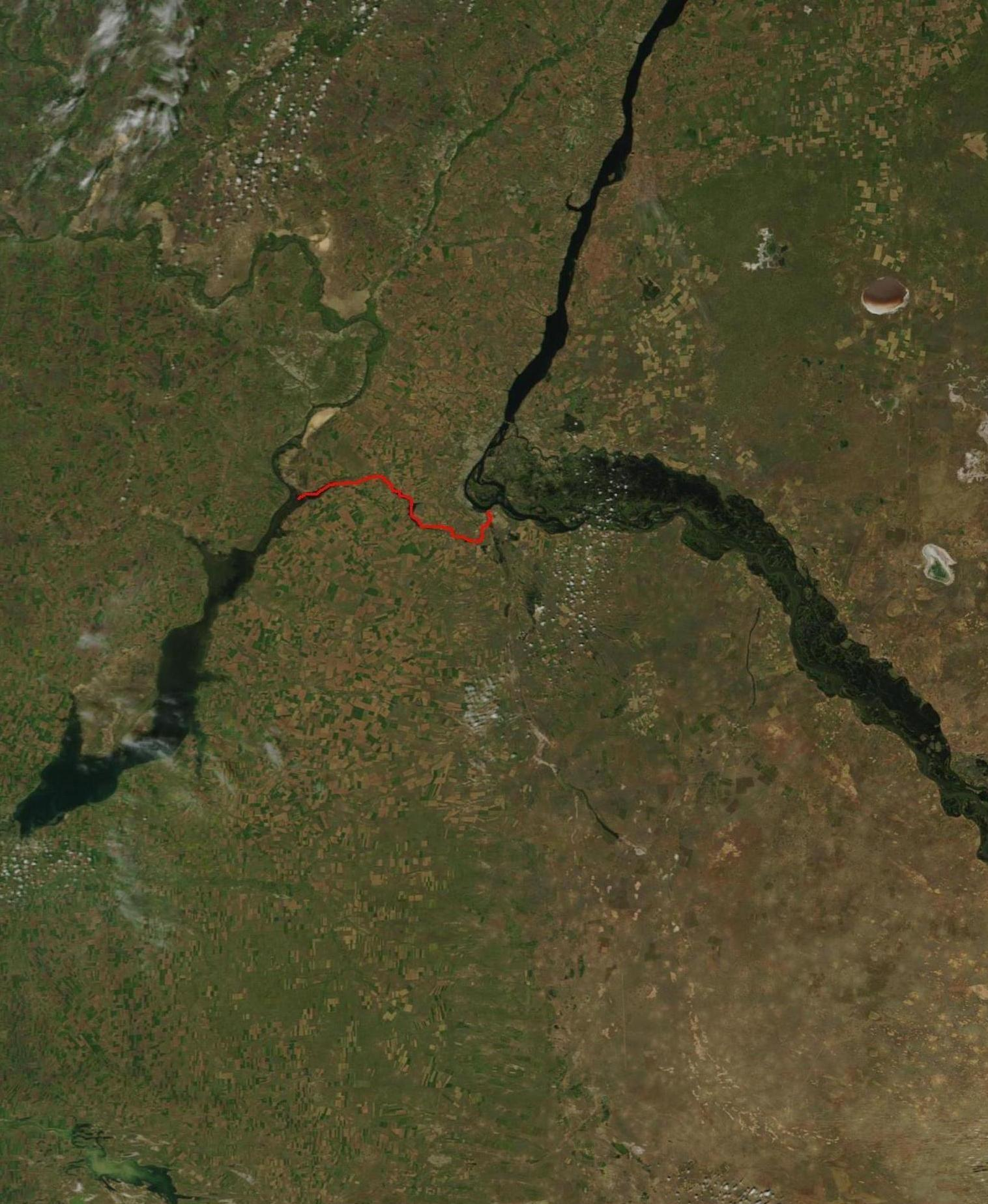
Kanał na zdjęciu satelitarnym

Drugą próbę podjął Piotr I w 1697 roku. Pracami krótko kierował Johannes Broekkel, który widząc piętrzące się trudności uciekł z Rosji, a jego funkcje przejął angielski inżynier Perry. Zamysły Piotra I pokrzyżowała III wojna północna uniemożliwiając kontynuację prac ze względu na brak funduszy.
W sumie do roku 1917 opracowano ponad 30 projektów tego kanału. Żaden z nich nie został zrealizowany z dwóch powodów:
- niemożności przeprowadzenia uzgodnień z dyrekcjami eksploatacji kolei,
- nieumiejętności rozwiązania problemu żeglugi w okresie niskich stanów wody w połączonych rzekach.

Tym niemniej projekty te pomogły rozpoznać pełnię problemu, do czego w znacznym stopniu osobiście przyczynił się Nestor Płatonowicz Puzyrewski.
Prace nad zrewidowanym projektem budowy kanału zostały wznowione bezpośrednio po zakończeniu bitwy stalingradzkiej w roku 1943, a kierował nimi radziecki hydrotechnik, generał–major służb inżynieryjno–technicznych Armii Czerwonej, późniejszy członek Akademii Nauk (od 1953 roku) Siergiej Jakowlewicz Żuk.
Prace ziemne zostały wznowione w lutym 1948 roku siłami wrogów ludu – więźniów politycznych skazanych na podstawie artykułu 58 obowiązującego wówczas Kodeksu Karnego ZSRR. Nie publikuje się informacji o liczbie robotników zmarłych w czasie budowy kanału.
Kanał został zbudowany w rekordowym czasie 4,5 roku. W czasie trwania budowy przemieszczono 150 milionów m³ ziemi i ułożono 3 miliony m³ mieszanki betonowej.
Wody obydwu rzek połączyły się 31 maja 1952 roku o godzinie 13:55.
Wymiary śluz to 145 m długości na 17,8 m szerokości przy 4 m głębokości. Dopuszczalne wymiary maksymalne statków płynących kanałem to (140 × 16,6 × 3,5) m.